# Виниште (Коњиц)
Виниште је насељено место у Босни и Херцеговини у општини Коњиц у Херцеговачко-неретванском кантону које административно припада Федерацији Босне и Херцеговине. Према попису становништва из 1991. у насељу је живјело 344 становника.

## Становништво
По последњем службеном попису становништва из 1991. године, у насељу Виниште живела су 74 становника. Већина становника су били Срби.
| Националност | 1991.       | 1981. | 1971. |
| Срби         | 30 (55,56%) |       |       |
| Хрвати       | 19 (35,19%) |       |       |
| Југословени  | 5 (0,87%)   |       |       |
| Укупно       | 74          |       |       |